# Halowe Mistrzostwa Europy w Lekkoatletyce 1976 – skok wzwyż mężczyzn
Skok wzwyż mężczyzn – jedna z konkurencji technicznych rozgrywanych podczas halowych lekkoatletycznych mistrzostw Europy w Olympiahalle w Monachium. Rozegrano od razu finał 22 lutego 1976. Zwyciężył reprezentant Związku Radzieckiego Serhij Seniukow. Tytułu zdobytego na poprzednich mistrzostwach nie obronił Vladimír Malý z Czechosłowacji, który tym razem zajął 14. miejsce.

## Rezultaty
Rozegrano od razu finał, w którym wzięło udział 17 skoczków.

Opracowano na podstawie materiału źródłowego.
| Miejsce | Zawodnik            | Wynik |
| ------- | ------------------- | ----- |
| 1       | Serhij Seniukow     | 2,22  |
| 2       | Jacques Aletti      | 2,19  |
| 3       | Walter Boller       | 2,19  |
| 4       | Bruno Brokken       | 2,19  |
| 5       | Leif Roar Falkum    | 2,19  |
| 6       | Rolf Beilschmidt    | 2,16  |
| 7       | Władimir Kiba       | 2,16  |
| 8       | Jarosław Gwóźdź     | 2,13  |
| 9       | Francisco Martín    | 2,13  |
| 9       | Torbjörn Larsson    | 2,13  |
| 11      | Frank Bonnet        | 2,13  |
| 12      | Rune Almén          | 2,10  |
| 13      | Jean Bodin          | 2,10  |
| 14      | Vladimír Malý       | 2,10  |
| 15      | Dimitrios Patronis  | 2,05  |
| –       | Aleksandr Grigorjew | NM    |
| –       | Gustavo Marqueta    | NM    |